# Marian Jurecki (pułkownik)
Marian Jurecki (ur. 28 lipca 1896 w Pawłowce, zm. 28 września 1984) – oficer dyplomowany artylerii Wojska Polskiego II RP, Polskich Sił Zbrojnych i ludowego Wojska Polskiego, pułkownik, skazany w procesie Tatar-Utnik-Nowicki.

## Życiorys
Urodził się 28 lipca 1896 roku w Pawłowce, w rodzinie Antoniego, szlachcica, obywatela ziemskiego z Kijowszczyzny. Ukończył korpus kadetów i szkołę artyleryjską w Odessie. W czasie I wojny światowej walczył w szeregach armii rosyjskiej. Był dwa razy ranny i siedem razy odznaczony. W czasie wojny z bolszewikami walczył na froncie.
1 czerwca 1921 roku pełnił służbę w Dowództwie Obrony Przeciwlotniczej, a jego oddziałem macierzystym był dywizjon artylerii zenitowej. Razem z nim służbę pełnił jego szwagier, porucznik Aleksander Głogowski (ur. 19 października 1891). W tym samym roku obaj zostali przeniesieni do baterii zapasowej artylerii zenitowej w Warszawie.
2 września 1921 roku po kolacji w kasynie oficerskim baterii zapasowej artylerii zenitowej postrzelił z rewolweru swojego szwagra. Porucznik Głogowski w następstwie dużego upływu krwi i spóźnionej pomocy lekarskiej zmarł rankiem następnego dnia w Szpitalu Ujazdowskim w Warszawskim. Kapitan Jurecki został oskarżony o zabójstwo. 20 stycznia 1922 roku odbyła się rozprawa przed Wojskowym Sądem Okręgowym Nr I w Warszawie. Rozprawie przewodniczył pułkownik Korpusu Sądowego doktor Józef Daniec. Oskarżycielem był podprokurator, major KS Wojciech Janczewski, a obrońcą oskarżonego adwokat Stanisław Szurlej. Sąd uniewinnił go przyjmując, że działał w granicach obrony koniecznej.
3 maja 1922 roku został zweryfikowany w stopniu kapitana ze starszeństwem z dniem 1 czerwca 1919 roku i 140. lokatą w korpusie oficerów artylerii, a jego oddziałem macierzystym był ponownie dywizjon artylerii zenitowej w Warszawie. W następnym roku jego oddział został przeformowany w 1 pułk artylerii przeciwlotniczej. Z dniem 1 listopada 1924 roku został przydzielony do Wyższej Szkoły Wojennej w Warszawie, w charakterze słuchacza Kursu Normalnego 1922–1924 (V promocja). 11 października 1926 roku, po ukończeniu kursu i otrzymaniu dyplomu naukowego oficera Sztabu Generalnego, został przydzielony do Biura Ogólno Organizacyjnego II Wiceministra Spraw Wojskowych w Warszawie. 12 kwietnia 1927 roku został mianowany majorem ze starszeństwem z dniem 1 stycznia 1927 roku i 2. lokatą w korpusie oficerów artylerii. W 1928 roku pełnił służbę w Oddziale III Sztabu Generalnego w Warszawie, pozostając w kadrze oficerów artylerii. Do końca marca 1932 roku pracował na stanowisku referenta artylerii przeciwlotniczej w Departamencie Artylerii Ministerstwa Spraw Wojskowych. Z dniem 1 kwietnia tego roku został przeniesiony do 1 pułku artylerii przeciwlotniczej w Warszawie na stanowisko dowódcy dywizjonu. 18 kwietnia 1935 roku został przeniesiony do 22 pułku artylerii lekkiej w Przemyślu na stanowisko dowódcy dywizjonu.
W 1936 roku wydał Podręcznik obrony przeciwlotniczej. Był encyklopedystą. Został wymieniony w gronie edytorów ośmiotomowej Encyklopedii wojskowej wydanej w latach 1931–1939 gdzie zredagował hasła związane z artylerią przeciwlotniczą .
W czasie kampanii wrześniowej służył, będąc podpułkownikiem dyplomowanym, jako kierownik Referatu Obrony Przeciwlotniczej w Naczelnym Dowództwie Lotnictwa i Obrony Przeciwlotniczej. Przedostał się na Zachód. W okresie od 27 czerwca do 19 listopada 1943 roku był pierwszym dowódcą nowosformowanego 1 pułku artylerii przeciwlotniczej.
Po wojnie pracował w Ludowym Wojsku Polskim na stanowisku szefa Wydziału Artylerii Przeciwlotniczej Inspektoratu Obrony Powietrznej Państwa i w Oddziale II Sztabu Generalnego WP. 13 sierpnia 1951 roku wyrokiem Najwyższego Sądu Wojskowego został skazany na 15 lat więzienia w tzw. procesie „TUN” pod zarzutem organizowania działalności szpiegowskiej w Wojsku Polskim. W akcie oskarżenia, opublikowanym w Trybunie Ludu, pisano: Oskarżeni, pracując na usługach wywiadu imperialistycznego, godzili bezpośrednio w siły zbrojne naszego państwa, w jego ustrój społeczny i niepodległość. Londyńska klika, reprezentowana przez oskarżonych, organizowała, przy poparciu imperialistów, dywersję i sabotaż w Polsce od pierwszych dni istnienia Polski Ludowej. Niecnej działalności szpiegów-dywersantów sprzyjała prawicowa i nacjonalistyczna polityka, której rzecznikiem na terenie wojska był były wiceminister obrony narodowej, Marian Spychalski. On otaczał tych ludzi specjalną opieką i awansował ich w wojsku, wiedząc o ich przeszłości. Wyrok uchylono 28 kwietnia 1956 roku.
Był mężem Marty Bogusławy z d. Maik (1919–2003). Zmarł 28 września 1984 roku w wieku 88 lat i został pochowany na Cmentarzu Wojskowym na Powązkach (kwatera A 40 DOD-2-4).

## Ordery i odznaczenia
- Złoty Krzyż Zasługi (25 maja 1939)[23]